# Площа Олександра Невського-1 (станція метро)
59°55′28″ пн. ш. 30°23′06″ сх. д. / 59.92444° пн. ш. 30.38500° сх. д.
«Площа Олександра Невського-1» (рос. Площадь Александра Невского-1) — станція Невсько-Василеострівської лінії Петербурзького метрополітену, розташована між станціями «Маяковська» і «Єлізаровська».
Відкрита 3 листопада 1967 у складі ділянки «Василеострівська»-«Площа Олександра Невського-1». Отримала назву по розташуванню на однойменній площі.

## Технічна характеристика
Конструкція станції — закритого типу глибокого закладення (глибина закладення — 54 м). Композиції перонного залу надано деяку своєрідність за рахунок нахилу всередину стін. Похилий хід станції тристрічковий, починається з північного торця станції.
З південного торця станції починається перехід на однойменну станцію Правобережної лінії. Це найдовший перехід в Петербурзькому метрополітені. З боку третьої лінії він починається сходами, з боку четвертої лінії — ескалаторами. Їх з'єднує довгий коридор.

## Вестибюль і пересадки
Наземний вестибюль станції розташований в будівлі готелю «Москва». Спочатку він був споруджений за типовим проектом (аналогічно станціям «Парк Перемоги», «Електросила», «Фрунзенська» і «Горьківська»), вмонтовування відбулося у 1974—1977 рр.. Інтер'єр павільйону станції оздоблено не тільки природним каменем (естонським доломітом і Черновським мармуром) і керамічною плиткою, а й деревом. У 2008 році з вестибюля був відкрито перехід в ТК «Москва». До його спорудження на його місці були вітражні вікна, що виходили у двір готелю.
Вихід у місто на площу Олександра Невського, Невського проспекту, вулиці Олександра Невського, Олександро-Невської лаври, готелю «Москва».
Пересадка на станцію «Площа Олександра Невського-2» Правобережної лінії.

## Колійний розвиток
Оскільки станція була кінцевою на Невсько-Василеострівній лінії у 1967—1970 рр.., на перегоні «Площа Олександра Невського-1» — «Єлізаровська», знаходяться перехресний з'їзд, оборотні тупики, пункт технічного огляду (на середину 2010-х не використовується) і СЗГ з Правобережною лінією.

## Оздоблення
Стіни перонного залу оздоблені білим мармуром, над дверними отворами встановлені світлові панелі. Спочатку, плафони мали ребристий рельєф, потім були поставлені плоскі скляні, а у 2005 — металеві.
У переході на Правобережну лінію знаходяться кована решітка і барельєф «Олександр Невський» (скульптори Е. Р. Озола, І. Н. Костюхин, В. С. Новиков). З моменту спорудження станції й до спорудження переходу це панно прикрашало глухий торець. Композиція виконана з міді, на ній зображується давньоруська князівська дружина. У народі вона відома як «п'ять мужиків на чотирьох конях»: якщо придивитися, то можна помітити, що на передньому плані барельєфа знаходяться п'ятеро вершників, але коней у них всього чотири. Майданчик переходу, на якому розташована композиція, освітлюється оригінальними світильниками, такими ж, як на станції «Площа Олександра Невського» Правобережної лінії.

## Ресурси Інтернету
- «Площа Олександра Невського-1» на metro.vpeterburge.ru [Архівовано 27 березня 2014 у Wayback Machine.] (рос.)
- «Площа Олександра Невського-1» на ometro.net (рос.)
- «Площа Олександра Невського-1» на форумі metro.nwd.ru (рос.)
- Санкт-Петербург. Петроград. Ленінград: Енциклопедичний довідник. «Площа Олександра Невського» (рос.)